# Hermann Sinell
Hermann Gustav Wilhelm Christoph Sinell (* 23. Mai 1862 in Pasewalk; † 26. November 1938 in Sóller) war ein deutscher Arzt.

## Leben und Wirken
Hermann Sinell war der jüngste Sohn von Gustav Sinell (1819–1895) und Bertha, geborene Hering (1831–1913). Beide Eltern waren Lehrer. Er besuchte die Stadtschule in seinem Geburtsort Pasewalk und das Joachimsthalsche Gymnasium in Berlin. Danach wechselte er an das Lilienthal-Gymnasium Anklam, das er Ostern 1883 mit dem Abitur verließ. Ein Medizinstudium an Universitäten in Tübingen, Berlin und Greifswald beendete er mit der Promotion am 5. Juli 1888. Die Approbation erhielt er am 3. April 1889. Am 30. August 1892 heiratete er in Stralsund seine Cousine Friedchen Mohr (* 1861, † 1941), deren Vater ein ortsansässiger Kaufmann war.
Sinell, der seit der Approbation kurze Zeit als Assistenzarzt an der Medizinischen Universitätsklinik in Greifswald gearbeitet hatte, zog 1891 nach Franzburg, wo er bis 1896 eine eigene Praxis führte. Danach arbeitete er kurzzeitig in Kampen und ließ sich 1897 in Hamburg nieder, wo sein Eintrag in die Ärztematrikel für den 15. Oktober 1897 verzeichnet ist. Im selben Jahr begann er, hier als Spezialarzt für Spracharbeiten zu wirken. Als Logopäde galt er in Hamburg, wo er am 25. November 1910 in den Staatsverband aufgenommen, als Vorreiter seines Fachgebiets: Er betätigte sich als Vertrauensarzt der Oberschulbehörde und war in der Zeit vor dem Ersten Weltkrieg der einzige staatlich bezahlte Mediziner, der Schulkinder therapierte, die unter Sprach- und Sprechproblemen litten.
Vom 1. April 1905 bis zum 1. Oktober arbeitete er als externer Assistenzarzt in der Poliklinik und in der HNO-Abteilung des AK St. Georg. Danach leitete er bis zum Ruhestand am 1. Juni 1928 als Oberarzt die HNO-Abteilung des AK Barmbek.
Neben den Tätigkeiten als Arzt engagierte sich Sinell in Lehre und Standespolitik. Ab 1903 gab er wissenschaftliche Vorlesungen an der Oberschulbehörde. 1904 wurde er Mitglied des ärztlichen Bezirksvereins der inneren Stadt. Er war Mitglied im Ärztlichen Bezirksverein links der Alster und im Ärztlichen Verein Hamburg. Außerdem gehörte er dem Vorstand der Vereinigung Niedersächsischer Ohren-, Nasen- und Halsärzte an. Ab dem 1. Dezember 1917 vertrat er den ersten Abgeordneten des Hamburger Verbands der Versicherungskasse für die Ärzte Deutschland.
Sinell betätigte sich auch als Zauberer. Als Gründungsmitglied hatte er entscheidenden Anteil an der Konstitution des Magischen Zirkels von Deutschland. Bei seinen Auftritten verwendete er den Künstlernamen „Soller de Mallorca“. Damit spielte er sein im Ort Soller auf Mallorca gelegenes Feriendomizil an. Dieses Haus trägt bis heute den Namen „Casa Sinell“.
Im Sommer 1928 ging Sinell in Pension. Er verließ Hamburg wenig später gen Mallorca, wo er zehn Jahre später starb.